# Jitnița, Kărdjali
Jitnița (în bulgară Житница) este un sat în comuna Cernoocene, regiunea Kărdjali,  Bulgaria. 

## Demografie
Componența etnică a satului Jitnița
     Turci (99,59%)
     Nicio identificare (0,4%)
     Altele (0%)
La recensământul din 2011, populația satului Jitnița era de 248 locuitori. Din punct de vedere etnic, majoritatea locuitorilor (99,59%) erau turci. Pentru 0,4% din locuitori nu este cunoscută apartenența etnică.